# Marutea do Sul
Marutea do Sul é uma das ilhas do arquipélago de Tuamotu-Gambier, pertencente ao Taiti.